# Columba albinucha
Columba albinucha е вид птица от семейство Гълъбови (Columbidae). Видът е почти застрашен от изчезване.

## Разпространение
Видът е разпространен в Камерун, Демократична република Конго, Судан, Уганда и Южен Судан.